# Arborophila chloropus
La arborófila pativerde (Arborophila chloropus) es una especie de ave galliforme de la familia Phasianidae que se encuentra en China e Indochina.

## Subespecies
Se reconocen las siguientes subespecies:
- Arborophila chloropus chloropus
- Arborophila chloropus peninsularis
- Arborophila chloropus tonkinensis
- Arborophila chloropus olivacea
- Arborophila chloropus cognacqi